# 源重時
源 重時（みなもと の しげとき）は、平安時代後期の武将。佐渡守源重宗の三男。

## 生涯
白河・鳥羽両院の北面武士を務め鳥羽院においては兄・源重実と並び「四天王」の一人と呼ばれたという（『尊卑分脈』）。右衛門尉を務め、嘉承2年（1107年）正月に検非違使宣旨を蒙る（『中右記』）。天仁2年（1109年）には源義忠暗殺事件の嫌疑をかけられた源義綱の三男義明及び藤原季方を朝廷の命により追討した（『百錬抄』）。その後叙爵して大夫尉となり、天永4年・永久元年（1113年）の興福寺による大規模な強訴（永久の強訴）では平正盛・忠盛父子などと共に防禦の任に就いた（『中右記』）。
翌永久2年（1114年）には「数多の物」を所有したまま源為義のもとに籠った公政なる郎党の引渡しを求めて白河院に訴えている（『中右記』）。その後は受領となり信濃守、次いで相模守を歴任し、大和守在任時の保延元年（1135年）には国司就任後の慣例であった下向神拝を興福寺によって拒否されたことがみえている（『中右記』）。康治元年（1142年）に卒去し、その極位は従五位上であった（『本朝世紀』）。

## 子孫
『尊卑分脈』では子息として挙げる人物を全て養子としているが、一子季遠の子孫は長らく北面武士などを務める京武者の家系として存続し、この系統からは治承・寿永の乱で平家の侍大将となった源季貞やその甥則清、また鎌倉期に『源氏物語』の研究者で歌人としても知られた源光行・親行父子などを輩出している。また、もう一子重俊の子孫は小島氏を称したという。

## 系譜
- 父：源重宗
- 母：若狭守源守忠女
- 妻：不詳
- 養子
  - 男子：源実時 - 従五位下、諸陵助。「藤原忠頼」の子[2]。
  - 男子：源季遠 - 『尊卑分脈』に「養子實若狭国住人也」と記される。子孫は代々京武者の家系として存続。
  - 男子：源重俊 - 弟重親の子。子孫は小島氏。
  - 男子：源光成 - 甥源重成の長子。
  - 男子：源重範 - 弟重親の子。